# Kim Leadbeater

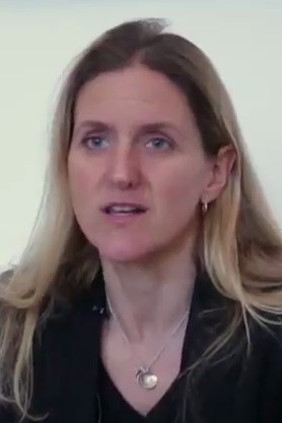
Kim Leadbeater (2018)

Kim Michele Leadbeater MBE (* 1. Mai 1976 in Heckmondwike, England) ist eine britische Politikerin (Labour Party). Sie ist seit 2021 Mitglied des britischen Unterhauses (MP) für den Wahlkreis Batley and Spen.

## Kindheit, Schulbesuch, Studium
Leadbeater wurde 1976 in Heckmondwike in West Yorkshire geboren. Jo Cox war ihre Schwester.
Sie besuchte die Heckmondwike Grammar School.
Sie studierte an der Leeds Beckett University das Fach Gesundheitssport. Sie erlangte 2005 den Bachelor of Science (BSc), danach absolvierte sie das Lehramtsstudium und erlangte 2008 das Postgraduate Certificate in Education (PGCE) an der University of Huddersfield.

## Berufsweg
Bevor sie Politikerin wurde, war Leadbeatet Lecturer im Fach leibliche Gesundheit am Bradford College, außerdem arbeitete sie als Personal Trainer.

### Politische Laufbahn
Am 23. Mai 2021 wurde Leadbeater als Kandidatin der Labour Party bei der Nachwahl im Wahlkreis Batley and Spen aufgestellt.
Jo Cox, ihre ältere Schwester, hatte den Wahlkreis im Parlament von Mai 2015 bis zu ihrer Ermordung im Juni 2016 vertreten.
Die Wahl war nicht unproblematisch, da Leadbeater erst Wochen zuvor der Partei beigetreten war; eigentlich verlangen die Regularien der Partei, dass ein Kandidat mindestens seit einem Jahr Mitglied sein muss. Für Leadbeater wurde die Regel außer Kraft gesetzt. Bei der Unterhausnachwahl am 1. Juli 2021 wurde sie mit einem Vorsprung von 323 Stimmen gewählt.

## Privates
Leadbeater wohnt in Gomersal, Kirklees, zusammen mit ihrer Partnerin Claire.

## Auszeichnungen
2018 erhielt Leadbeater von der Premierministerin Theresa May die Auszeichnung Points of Light mit der Begründung, sie habe den Hass, der zur Ermordung ihrer Schwester geführt habe, zurückgewiesen, um deren Werk fortsetzen zu können.
Im Rahmen der Ehrungen anlässlich des Neuen Jahres (2021 New Year Honours) wurde Leadbeater zum Mitglied des Order of the British Empire (MBE) ernannt.